# More than Superhuman
More than Superhuman este o colecție de povestiri științifico-fantastice din 1971. Conține povestiri de A. E. van Vogt (Canada), James H. Schmitz și Forrest J Ackerman.

## Conținut
- Humans, Go Home!, 1969, de  A. E. van Vogt; Povestirea a fost inclusă și în colecția The Gryb din 1976
- The Reflected Men, 1971, de A. E. van Vogt
- All the Loving Androids, de A. E. van Vogt
- Laugh, Clone, Laugh, 1969, de Forrest J Ackerman ;
- Research Alpha, 1965, de A. E. van Vogt și James H. Schmitz
- Him, 1968, de A. E. van Vogt